# Todtmoos
Todtmoos es un municipio  en el distrito de Waldshut en el sur de Baden-Wurtemberg, Alemania.

## Geografía
Está ubicado aproximadamente 30 km al norte de Waldshut en el valle del Wehra en el sur de la Alta Selva Negra.

## Puntos de interés
- Jardín de Cuerdas Elevadas[3]

## Eventos
- Carrera de perros de trineo[4]

## Enlaces
- Wikimedia Commons alberga una categoría multimedia sobre Todtmoos.
- Sitio web de Todtmoos